# Gold and Green
Gold and Green è il quarto album in studio, il primo natalizio, del gruppo di musica country statunitense Sugarland, pubblicato nel 2009.
Il disco contiene cinque brani originali e cinque classici natalizi.

## Tracce
1. City of Silver Dreams – 4:28 (Kristian Bush, Lisa Carver, Jennifer Nettles, Ellis Paul)
2. Winter Wonderland – 2:27 (Felix Bernard, Richard B. Smith)
3. Holly Jolly Christmas – 3:06 (Johnny Marks)
4. Coming Home – 3:33 (Bush, Nettles)
5. Gold and Green – 4:02 (Bush, Nettles)
6. Maybe Baby (New Year's Day) – 5:02 (Troy Bieser, Bush, Nettles)
7. Nuttin' for Christmas – 3:24 (Sid Tepper, Roy C. Bennett)
8. O Come, O Come, Emmanuel – 4:08 (Traditional)
9. Little Wood Guitar – 4:12 (Bush, Paul)
10. Silent Night – 3:22 (Traditional)